# Rhacophorus edentulus
Rhacophorus edentulus är en groddjursart som beskrevs av Müller 1894. Rhacophorus edentulus ingår i släktet Rhacophorus och familjen trädgrodor. IUCN kategoriserar arten globalt som otillräckligt studerad. Inga underarter finns listade i Catalogue of Life.